# Ariana Berlin
Ariana Alyse Berlin Rotstein, née le 29 octobre 1987, est une gymnaste artistique américaine, danseuse et productrice principale chez Fox Sports ayant concouru pour l'équipe de gymnastique des Bruins de l'Université de Californie Los Angeles (UCLA) de 2006 à 2009.

## Enfance
Ariana est née à San Diego, en Californie, d'Howard et Susan Berlin. Dès sa plus tendre enfance, Ariana s'est entraînée à la Southern California Elite Gymnastics Academy à Temecula et à la South Coast Gymnastics dans le comté d'Orange. Ariana Berlin a été championne du concours général de niveau 9 et finaliste aux barres asymétriques aux Championnats nationaux de l'Ouest de 1999. En 2001, la gymnaste a subi de multiples fractures des os longs et un effondrement des deux poumons à la suite d'un accident de voiture potentiellement mortel. Elle a été diplômée en 2005 du lycée Patrick Henry.

## Récupération de son accident de voiture et danse
Ayant des difficultés à reprendre un entraînement rigoureux de gymnastique, Ariana Berlin a rejoint la San Diego breakdance troupe Culture Shock et s'est produite au SeaWorld San Diego,. La jeune femme y a rencontré l'entraîneuse-chef de gymnastique des Bruins de l'UCLA, Valorie Kondos Field, qui chorégraphiait la production SeaWorld Summer Nights. Valorie a encouragé Ariana à reprendre les entraînements de gymnastique et l'a invitée à participer à un essai pour une place de gymnaste sans contrat avec les Bruins de l'UCLA.

## Carrière de gymnaste aux Bruins de l'UCLA
Ariana s'est inscrit à l'UCLA en 2005. Pour la saison 2005-2006, elle a été admise sans bourse dans l'équipe de gymnastique des Bruins, mais s'est vue offrir une bourse complète pour la saison 2006-2007. Elle a été quatre fois All-American et l'une des athlètes les plus constantes et des gymnastes les plus performantes de l'histoire de l'UCLA. À l'UCLA, Ariana Berlin s'est spécialisée en arts et cultures du monde avec une concentration en danse et a obtenu son diplôme en 2009.

## Travaux cinématographique
Ariana Berlin a été cascadeuse pour un épisode de Three Rivers en 2009, ainsi qu'en 2010, dans des épisodes de NCIS : Los Angeles, Shake It Up ! , 90210 et Ça passe ou ça casse,,,. Elle a aussi été doublure dans Switched at Birth, The Fosters, Greek et Honey 2 . L'histoire d'Ariana a été adaptée en téléfilm, Full Out: The Ariana Berlin Movie, avec les acteurs Jennifer Beals, Ana Golja, Trevor Tordjman et Lamar Johnson. Elle a joué une entraîneuse adjointe à l'UCLA dans le film Full Out et a été la cascadeuse d'Ana Golja qui a joué Ariana.